# Gumpang Pekan
Gumpang Pekan is een bestuurslaag in het regentschap Gayo Lues van de provincie Atjeh, Indonesië. Gumpang Pekan telt 624 inwoners (volkstelling 2010).